# Generale synode
Een generale synode is een landelijke kerkvergadering (synode), waarin afgevaardigden van de regionale classes zijn vertegenwoordigd. Het is een democratische vorm van kerkregeren, vooral gebruikelijk bij kerken van de gereformeerde gezindte. De meest roemruchte generale synode was de Dordtse Synode van 1618/1619, waarin de contraremonstrantse opvatting van de gereformeerde leer werd verdedigd tegenover die van de remonstranten.